# Lubine
Lubine település Franciaországban, Vosges megyében. Lakosainak száma 245 fő (2022. január 1.). Lubine Bourg-Bruche, Saales, Urbeis, Rombach-le-Franc, Sainte-Croix-aux-Mines, Lusse és Provenchères-et-Colroy községekkel határos.

## Népesség
A település népességének változása:
| Lakosok száma | 217  | 213  | 224  | 228  | 236  | 239  | 242  | 245  | 245  |
|               | 2013 | 2015 | 2016 | 2017 | 2018 | 2019 | 2020 | 2021 | 2022 |